# Makák
Makák (latinul: macai) az ókorban két különböző néptörzs neve:
1. Délkelet-Arábia egy népe, amely a Didüma hegyfoktól a róluk elnevezett hegyfokig, Maceta (Maketosz) fokáig terjedő területen élt, a Perzsa-öböl bejáratánál. Sztrabón említi őket.
2. Líbiai nép a Nagy- és a Kis-Szirtisz között, a Kinüpsz folyó partján lakó Gindanes nevű néptől keletre. Hérodotosz tesz említést róluk.